# Mcateella
Mcateella is een geslacht van wantsen uit de familie van de Piesmatidae (Amarantwantsen). Het geslacht werd voor het eerst wetenschappelijk beschreven door Carl John Drake in 1924.

## Soorten
Het genus bevat de volgende soorten:

- Mcateella austera Elias & Cassis, 2012
- Mcateella coolgardie Elias & Cassis, 2012
- Mcateella elongata Hacker, 1927
- Mcateella esperancensis Elias & Cassis, 2012
- Mcateella exocarposa Elias & Cassis, 2012
- Mcateella gibber Drake, 1958
- Mcateella interioris Hacker, 1928
- Mcateella kwoki Elias & Cassis, 2012
- Mcateella reidi Elias & Cassis, 2012
- Mcateella schuhi Elias & Cassis, 2012
- Mcateella splendida Drake, 1924